# Yagyeongkkun ilji
Yagyeongkkun ilji (야경꾼 일지?, lett. Diario di un guardiano notturno; titolo internazionale Diary of a Night Watchman, anche conosciuta come The Night Watchman's Journal o The Night Watchman) è una serie televisiva sudcoreana trasmessa su MBC dal 4 agosto al 21 ottobre 2014.

## Trama
Il principe Lee Rin si è ritrovato orfano quando suo padre il re, vittima di un maleficio, uccise la regina e poi si suicidò. Considerato inadatto per salire al trono, il principe bambino fu allontanato dal palazzo e suo fratello maggiore Gi-san, figlio di una concubina, fu incoronato nuovo re di Joseon.
Dodici anni dopo, Lee Rin, ormai cresciuto, passa le sue giornate tra divertimento e incontri galanti, nascondendo a tutti la solitudine che prova e l'abilità di vedere i fantasmi, acquisita dopo essere scampato all'attacco di uno spettro quando era bambino. Un giorno, Lee Rin incontra Do-ha, una giovane sciamana della tribù Mago arrivata in città dal monte Baekdu alla ricerca della sorella maggiore. Oltre alla ragazza, a Hanyang arriva anche Sadam, un sacerdote taoista chiamato dal re per cacciare uno spirito maligno che lo tormenta e che in realtà è frutto della pazzia del sovrano. Dodici anni prima a capo della tribù Yongshin, Sadam riuscì a riportare in vita il dio dragone che la sua gente adorava, vedendolo sconfitto e trasformato in statua poco dopo dal re, che portò segretamente il manufatto a palazzo e lo nascose nei sotterranei: l'obiettivo dell'uomo è quindi quello di trovare la statua e far risorgere il dio dragone sfruttando l'energia negativa degli spiriti malvagi. A questo fine, Sadam convince il re a riaprire una porta, sigillata tempo prima per impedire agli spettri carichi di risentimento di entrare nelle mura, e la città viene di nuovo infestata.
Venuto a conoscenza del piano di Sadam, Lee Rin decide di riformare la squadra dei Guardiani della Notte, soldati che al tempo di suo padre affrontavano i mostri e gli spiriti, e che furono uccisi con l'avvento del nuovo re: al suo fianco ci sono Do-ha, della quale s'innamora, Kang Moo-seok, uno spadaccino fedele al re che inizialmente non crede al soprannaturale, e Jo Sang-heon, ex capitano dei Guardiani della Notte fino a quel momento creduto morto. Mentre infuria la battaglia contro Sadam, Lee Rin porta anche alla luce la verità dietro la morte dei suoi genitori.

## Personaggi

### Personaggi principali
- Lee Rin, interpretato da Jung Il-woo e Kim Hwi-soo (da bambino).
Nome ufficiale Wolgang, è il legittimo erede al trono e ha acquisito la capacità di vedere i fantasmi quando era piccolo. Nasconde la solitudine che prova per essere stato abbandonato da tutti dopo la morte dei genitori con un comportamento da donnaiolo. S'innamora di Do-ha.
- Do-ha, interpretata da Go Sung-hee e Lee Chae-mi (da bambina).
Una giovane sciamana della tribù Mago del monte Baekdu, vede i fantasmi e arriva in città alla ricerca della sorella maggiore Yeon-ha, scomparsa dodici anni prima dopo essere stata sequestrata da alcuni uomini. S'innamora di Rin, ma, quando scopre che è il principe, inizia ad allontanarsi da lui perché il loro ceto sociale è troppo diverso.
- Kang Moo-seok, interpretato da U-Know Yunho e Yoo Seung-yong (da bambino).
Un soldato e spadaccino molto abile, è freddo e serio, e crede solo a quello che vede, anche se con il tempo accetta l'esistenza dei fantasmi ed entra nei Guardiani della Notte. È spesso in contrasto con Rin per la loro differenza di carattere; è stato cresciuto da Park Soo-jong dopo che il vaiolo ha ucciso tutta la sua famiglia e considera sua cugina Soo-ryeon come una sorella. È molto fedele al re, pur riconoscendo che il sovrano non è perfetto.
- Park Soo-ryeon, interpretata da Seo Ye-ji e Kang Joo-eun (da bambina).
Cugina di Moo-seok e figlia di Park Soo-jong, ama Rin fin da piccola e, quando vede che Do-ha glielo sta portando via, decide di fare qualunque cosa per diventare la moglie di Rin, anche aiutare Sadam. È la responsabile della clinica cittadina e aiuta a curare i malati.

### Personaggi secondari
- Jo Sang-heon, interpretato da Yoon Tae-young.
Ex capitano dei Guardiani della Notte, sopravvisse a un colpo mortale sferratogli da re Haejong e ora fa il maniscalco, ma nasconde il suo passato perché, se dovesse tornare a occuparsi di fantasmi, morirebbe.
- Gi-san, interpretato da Kim Heung-soo e Lee Tae-woo (da bambino).
Fratellastro di Rin, è figlio di una concubina e succede a re Haejong. È sempre stato geloso di Rin e convinto di essere meno amato. È capriccioso e vile, e mostra segni di pazzia; vede spesso un altro se stesso che lo accusa di essere inadeguato come re e gli instilla dubbi sulla fedeltà dei suoi sudditi.
- Sadam, interpretato da Kim Sung-oh.
È un sacerdote taoista e stregone, un tempo capo della tribù Yongshin, che vuole resuscitare il dio dragone adorato dalla sua gente. Chiamato dal re per curarlo, usa la sua influenza sul sovrano per ottenere quello che vuole. Vede i fantasmi, ed è in grado di controllare spiriti e persone facendo leva sui rancori e i desideri non soddisfatti, e anche di assorbire l'energia degli esseri umani per restare giovane.
- Park Soo-jong, interpretato da Lee Jae-yong.
Ex ministro della difesa, con l'avvento del nuovo re è diventato il primo ministro. È un uomo molto ambizioso, vero responsabile della morte della regina.
- Grasso Jung-seung, interpretato da Ko Chang-seok.
Un tempo il primo ministro, è stato ucciso con l'avvento del nuovo re perché fedele a Lee Rin. È rimasto nel mondo umano come fantasma per proteggere Rin.
- Eunuco Song, interpretato da Lee Se-chang.
Era l'eunuco che si occupava di Rin, prima di essere ucciso da re Haejong mentre cercava di proteggere il piccolo principe. È rimasto nel mondo umano come fantasma per proteggere Rin.
- Rang, interpretata da Kang Ji-woo.
Una bambina fantasma che sorveglia e protegge Rin insieme a Jung-seung e all'eunuco Song.
- Regina Madre Chungsoo, interpretata da Seo Yi-sook.
La nonna di Rin e Gi-san, suggerì a re Haejong di suicidarsi.
- Mo Yeon-wol, interpretata da Moon Bo-ryung.
Alleata di Sadam e mercante, vuole il monopolio sui rifornimenti di erbe medicinali della capitale. Dopo l'arrivo di Do-ha, si rende conto di non avere ricordi precedenti al suo incontro con Sadam.
- Ho-jo, interpretato da Jung Woo-sik.
Sottoposto di Sadam.
- Ok-mae, interpretata da Shim Eun-jin.
La proprietaria di una locanda, è innamorata di Sang-heon.
- Hong Cho-hee, interpretata da Ah Young.
Lavora alla locanda di Ok-mae come cameriera e intrattiene i clienti.
- Signor Chun, interpretato da Ahn Jung-hoon.
Lavora alla locanda di Ok-mae.
- Maeng Sa-kong, interpretato da Jo Dal-hwan.
Amico di Sang-heon, era un Guardiano Notturno, ma, non vedendo i fantasmi, si occupava di scriverne le cronache. È innamorato di Ok-mae.
- Yeon-ha, interpretata da Yoon Da-in.
La sorella maggiore di Do-ha, era una sciamana rapita da Sadam per essere sacrificata al dio dragone. Innamoratasi di re Haejong, offrì la sua anima a Sadam in cambio del re e fu la responsabile del maleficio che lo colpì. La sua anima, rimasta in mano a Sadam, è stata inserita dallo stregone nel corpo di una donna morta, Mo Yeon-wol.
- Re Haejong, interpretato da Choi Won-young.
Il padre di Rin, un sovrano giusto e affettuoso, fu posseduto dallo spirito della vendetta, che lo trasformò in un uomo crudele e freddo. Arrivò ad accusare la moglie di adulterio e, secondo le cronache, la uccise e poi si suicidò.
- Regina Min, interpretata da Song Yi-woo.
La madre di Rin e moglie di re Haejong, le cronache dicono che fu uccisa dal marito. Torna a proteggere il figlio con le sembianze di una bambina, Rang.
- Kang In-hwa, interpretata da Kim So-yeon.
La sorella minore di Moo-seok, morta di vaiolo, è un fantasma che segue ovunque il fratello.
- Sa-wol, interpretata da Jeon Hye-young.
È la cameriera personale di Soo-ryeon.
- Dangkol Eomi, interpretata da Hwang Seok-jung.
La sciamana a capo della tribù Mago, è in grado di vedere il futuro.
- Dae-ho, interpretato da Lee Ha-yul.
Amico di Moo-seok.

## Ascolti
| Episodio | Data di trasmissione | Dati TNMS           | Dati TNMS                  | Dati AGB            | Dati AGB                   |
| Episodio | Data di trasmissione | A livello nazionale | Area metropolitana di Seul | A livello nazionale | Area metropolitana di Seul |
| -------- | -------------------- | ------------------- | -------------------------- | ------------------- | -------------------------- |
| 1        | 4 agosto 2014        | 11,8%               | 14,4%                      | 10,9%               | 12,1%                      |
| 2        | 5 agosto 2014        | 11,5%               | 14,3%                      | 10,8%               | 11,7%                      |
| 3        | 11 agosto 2014       | 11,2%               | 13,3%                      | 11,0%               | 11,7%                      |
| 4        | 12 agosto 2014       | 12,1%               | 14,8%                      | 11,3%               | 12,1%                      |
| 5        | 18 agosto 2014       | 12,0%               | 14,3%                      | 12,1%               | 13,4%                      |
| 6        | 19 agosto 2014       | 13,3%               | 16,7%                      | 12,7%               | 14,3%                      |
| 7        | 25 agosto 2014       | 12,3%               | 15,1%                      | 12,2%               | 13,2%                      |
| 8        | 26 agosto 2014       | 12,6%               | 15,0%                      | 12,1%               | 13,0%                      |
| 9        | 2 settembre 2014     | 11,3%               | 13,7%                      | 12,1%               | 13,9%                      |
| 10       | 2 settembre 2014     | 8,5%                | 10,5%                      | 8,6%                | 9,8%                       |
| 11       | 8 settembre 2014     | 10,3%               | 12,8%                      | 9,6%                | 10,4%                      |
| 12       | 9 settembre 2014     | 12,1%               | 14,7%                      | 11,6%               | 12,9%                      |
| 13       | 15 settembre 2014    | 10,9%               | 13,3%                      | 11,3%               | 13,5%                      |
| 14       | 16 settembre 2014    | 12,1%               | 14,6%                      | 12,2%               | 14,2%                      |
| 15       | 22 settembre 2014    | 10,4%               | 12,5%                      | 10,3%               | 11,3%                      |
| 16       | 23 settembre 2014    | 10,3%               | 12,2%                      | 9,5%                | 10,0%                      |
| 17       | 29 settembre 2014    | 10,1%               | 13,6%                      | 10,5%               | 11,9%                      |
| 18       | 30 settembre 2014    | 9,7%                | 12,2%                      | 10,2%               | 10,9%                      |
| 19       | 6 ottobre 2014       | 9,9%                | 12,6%                      | 9,3%                | 10,3%                      |
| 20       | 7 ottobre 2014       | 10,5%               | 13,4%                      | 9,7%                | 10,6%                      |
| 21       | 13 ottobre 2014      | 9,9%                | 12,6%                      | 9,3%                | 10,2%                      |
| 22       | 14 ottobre 2014      | 10,8%               | 13,2%                      | 11,5%               | 12,2%                      |
| 23       | 20 ottobre 2014      | 9,1%                | 11,0%                      | 11,5%               | 12,8%                      |
| 24       | 21 ottobre 2014      | 11,7%               | 14,6%                      | 12,5%               | 14,2%                      |
| Media    | Media                | 11,0%               | 13,6%                      | 11,0%               | 12,1%                      |

## Colonna sonora
1. A New Hope – E.D.E.N.
2. Wish (소원) – Yang Yo-seob dei Beast e Ga-yoon delle 4Minute
3. Secret (비밀) – G.NA
4. Rain Tears Instead (차라리 비눈물에) – Jung Il-woo e Nicole Jung
5. Because It's You (너라서) – Kim Tae-woo
6. Because I Couldn't Say I Love You (사랑한다 그 말을 못해서) – Shim Chang-min
7. Come to Me – E.D.E.N.
8. Tears Flow (눈물만 흘러) – Tritops
9. Ready to Bust
10. I Am Saddam
11. The Birth of a Legend (전설의 탄생)
12. The Roar
13. Deathly Hallows (죽음의 성물)
14. The Night Watchman (야경꾼 일지)
15. Meteor Shower
16. Darkness War
17. Night Watchers
18. Busters Are Coming
19. Ask the Chest (가슴에 묻는다)
20. Except Love (외사랑)
21. Karma
22. Endless Love
23. Song of the Night Watchman (야경꾼의 노래)

## Riconoscimenti
| Anno | Premio           | Categoria                                                               | Ricevente                 | Risultato       |
| ---- | ---------------- | ----------------------------------------------------------------------- | ------------------------- | --------------- |
| 2014 | MBC Drama Awards | Premio alla massima eccellenza, attore in un drama di progetto speciale | Jung Il-woo               | Vincitore/trice |
| 2014 | MBC Drama Awards | Premio all'eccellenza, attore in un drama di progetto speciale          | U-Know Yunho              | Candidato/a     |
| 2014 | MBC Drama Awards | Miglior nuova attrice                                                   | Ko Sung-hee               | Vincitore/trice |
| 2014 | MBC Drama Awards | Miglior nuova attrice                                                   | Seo Ye-ji                 | Candidato/a     |
| 2014 | MBC Drama Awards | Miglior coppia                                                          | Jung Il-woo e Ko Sung-hee | Candidato/a     |